# Maleier (hoen)

Historische afbeelding van witte haan en hen (ca. 1885)

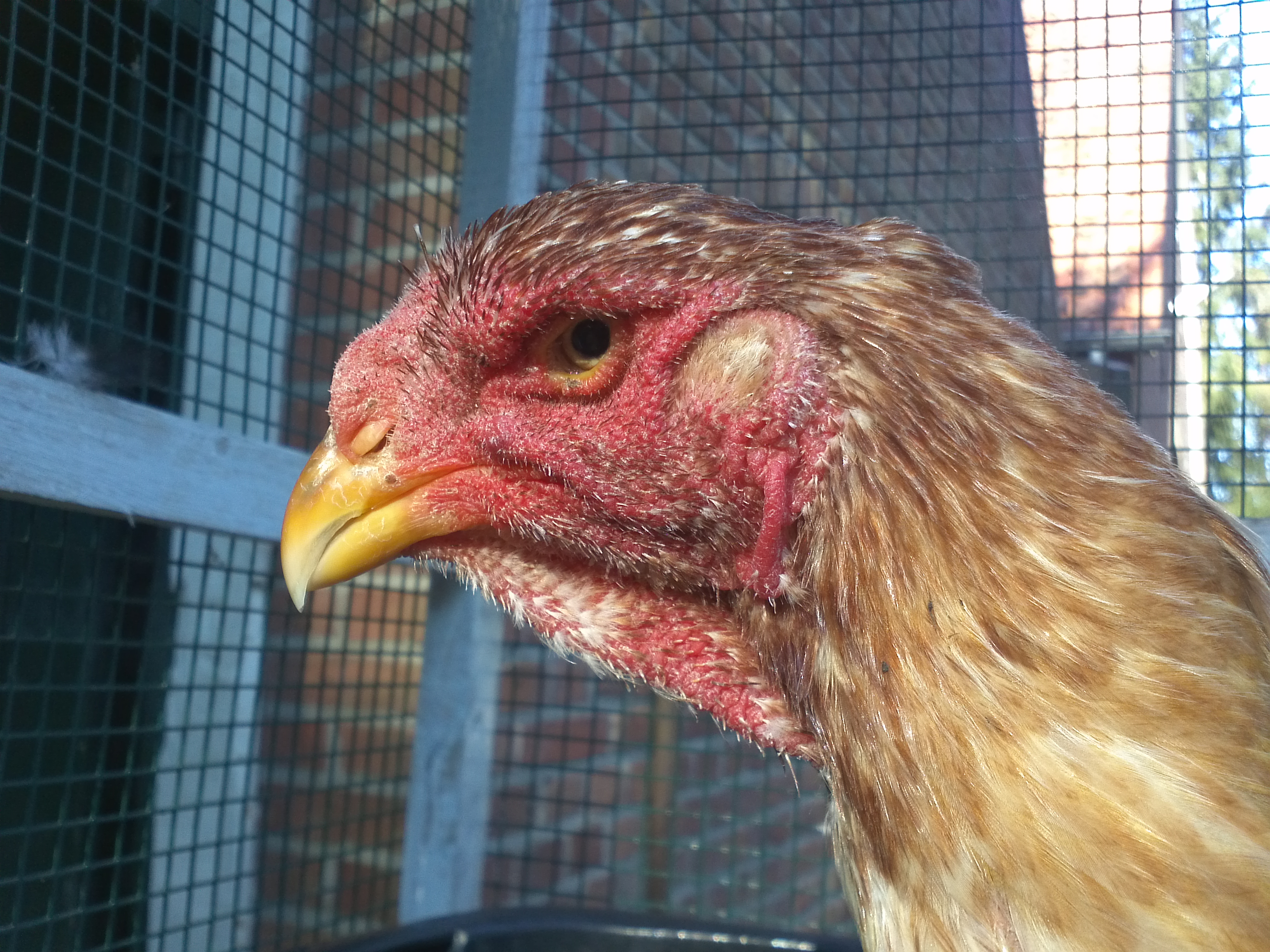
Kop van een Maleier

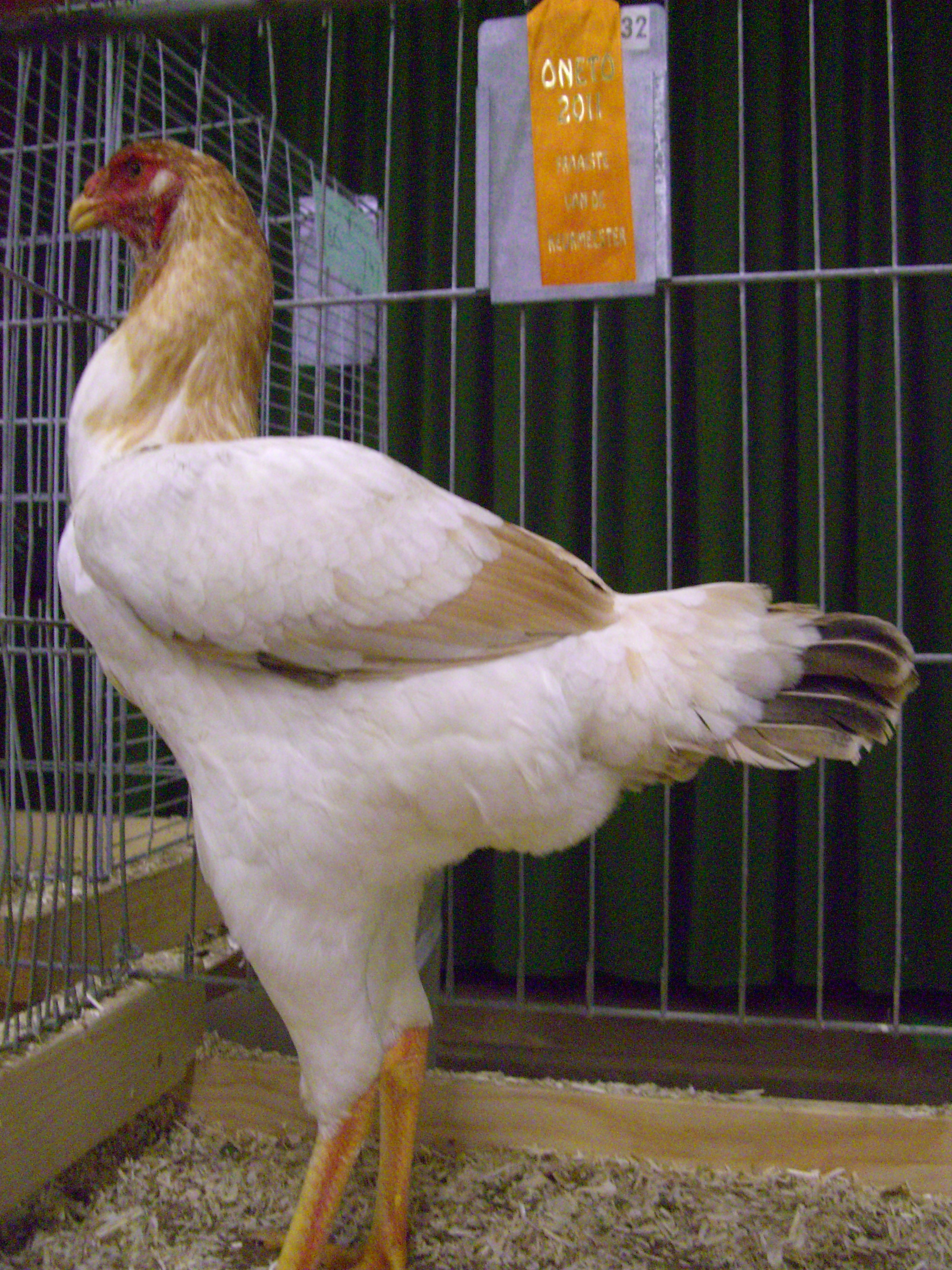
Winnende Maleierhen Oneto 2011

De Maleier en Maleierkriel zijn hoenders die tot de oudste hoenderrassen behoren.

## Geschiedenis
Naar wordt aangenomen, zijn er al bijna 200 jaar Maleiers in Europa. Als herkomst worden doorgaans Oost- en Zuidoost-Azië aangegeven. Ze zijn in het begin van de 19e eeuw ingevoerd in Europa en daar geperfectioneerd tot het hedendaagse dier. Het ras werd een van de voorvaderen van het in Cornwall gefokte Indische vechthoen.

## Omschrijving
Door de krappe bevedering lijken Maleiers kleiner dan ze in werkelijk zijn; ze behoren echter tot de allerzwaarste hoenderrassen. C.S.Th. van Gink (1890-1968) schreef in 1918 dat de zwaarste Maleierhanen een gewicht hadden van 7,5 kilo en dat in de oude lectuur werd gesproken over een hoogte van 90 cm.
Vanaf het begin kwam de Maleier in diverse kleuren voor, maar heden ten dage zien we maar zelden andere kleuren dan de meest voorkomende tarwekleur.

## Raskenmerken
Naast het zo kenmerkende driebogentype (hals, vleugels, staart) is het vooral de kopvorm die opvalt. De bij voorkeur parelkleurige ogen, die wat diep in de kop liggen onder de licht overstekende wenkbrauwen, geven het dier een enigszins wrede uitdrukking. De brede schedel, met de voor op de kop liggende walnootkam versterkt dit beeld. De snavel is kort en krachtig. Het lichaam is breed tussen de schouders, de iets afstaande vleugelboog versterkt dit beeld nog enigszins. De loopbenen zijn fors en krachtig, de voorzijde van het loopbeen is gerond en de loopbenen staan van voren af gezien vrijwel evenwijdig. De dijbenen zijn zeer krachtig en komen opvallend uit het lichaam, iets waardoor het geheel een robuuste en sterke indruk maakt.
Het Maleierras ziet men nog steeds in de tentoonstellingswereld.